# Wolfgang Münzel
Wolfgang Münzel, né le 15 novembre 1952 à Gräfendorf, est un coureur de fond allemand spécialisé en course en montagne. Il a remporté la médaille de bronze lors du Trophée mondial de course en montagne 1988 et est champion d'Allemagne de course en montagne 1990.

## Biographie
Wolfgang fait ses débuts en sport en basket-ball. Il rejoint le TSV Karlstadt où il occupe la position de pivot. Il démontre d'excellentes qualités de coureur et décide de s'essayer à l'athlétisme en 1976. Dès sa première année, il s'impose comme un très bon coureur de fond et décroche la médaille de bronze sur 3 000 mètres lors des championnats de Bavière 1978. Il se spécialise ensuite sur les courses sur route et en 1982 remporte son premier titre national en devenant champion d'Allemagne de l'Ouest par équipes sur 25 kilomètres.
Il s'essaie à la course en montagne en 1986 et dès l'année suivante signe d'excellents résultats en terminant quatrième au Trophée mondial de course en montagne et en remportant la médaille de bronze aux championnats d'Allemagne de course en montagne.
Il connaît une excellente saison 1988. Le 28 août, il effectue une course en solitaire à la course du Cervin et remporte la victoire en signant un nouveau record du parcours en 58 min 42 s. Le 15 octobre, lors du Trophée mondial de course en montagne à Keswick, il effectue une course solide sur le parcours court, laissant partir Alfonso Vallicella et Franci Teraž devant. Tandis que le Yougoslave craque, Wolfgang, accompagné par Hanspeter Näpflin, tente de revenir sur l'Italien mais ce dernier s'impose et Wolfgang termine sur la troisième marche du podium, 7 secondes derrière le Suisse.
Le 17 juin 1990, il devient champion d'Allemagne de course en montagne à Isny en s'imposant devant Guido Dold.
Souhaitant plus de reconnaissance pour la discipline de course en montagne, il devient consultant spécialisé chez la Fédération allemande d'athlétisme en 1988 puis rejoint le comité de la Association mondiale de course en montagne en 1997. Il officie également en tant que chef de l'équipe nationale de course en montagne mais démissionne de la Fédération allemande d'athlétisme en 2014, dénonçant le manque d'investissement dans la discipline.

## Palmarès

### Route
| Année | Compétition           | Lieu      | Place | Épreuve  | Temps           |
| ----- | --------------------- | --------- | ----- | -------- | --------------- |
| 1982  | Marathon de Francfort | Francfort | 19e   | Marathon | 2 h 20 min 29 s |

### Course en montagne
| no  | masculin           | Course                                                 | Longueur | Départ            | Temps           |
| --- | ------------------ | ------------------------------------------------------ | -------- | ----------------- | --------------- |
| 10e | 10e                | Trophée mondial de course en montagne - Parcours long  | 15,05 km | 5 octobre 1986    | 1 h 4 min 47 s  |
| 4e  | 4e                 | Trophée mondial de course en montagne - Parcours court | 8,9 km   | 23 août 1987      | 43 min 57 s     |
| 1re | Médaille d'or      | Course du Cervin                                       | 12 km    | 28 août 1988      | 58 min 42 s     |
| 3e  | Médaille de bronze | Trophée mondial de course en montagne - Parcours court | 10 km    | 15 octobre 1988   | 45 min 7 s      |
| 2e  | Médaille d'argent  | Course de montagne du Danis                            | 10,4 km  | 9 juillet 1989    | 42 min 27 s     |
| 2e  | Médaille d'argent  | Sertig-Lauf                                            | 39 km    | 30 juillet 1989   | 3 h 25 min 18 s |
| 3e  | Médaille de bronze | Course du Cervin                                       | 12 km    | 27 août 1989      | 1 h 0 min 19 s  |
| 8e  | 8e                 | Trophée mondial de course en montagne - Parcours court | 10,04 km | 16 septembre 1989 | 49 min 39 s     |
| 1re | Médaille d'or      | Championnats d'Allemagne de course en montagne         | 10,87 km | 17 juin 1990      | 38 min 46 s     |
| 2e  | Médaille d'argent  | Course de montagne du Danis                            | 10,4 km  | 8 juillet 1990    | 42 min 21 s     |
| 2e  | Médaille d'argent  | Course du Cervin                                       | 12 km    | 26 août 1990      | 58 min 25 s     |
| 10e | 10e                | Trophée mondial de course en montagne - Parcours long  | 14,3 km  | 15 septembre 1990 | 1 h 18 min 45 s |
| 2e  | Médaille d'argent  | Course de montagne du Hochfelln                        | 8,9 km   | 23 septembre 1990 | 43 min 4 s      |
| 3e  | Médaille de bronze | Course de montagne du Danis                            | 10,4 km  | 7 juillet 1991    | 42 min 13 s     |
| 3e  | Médaille de bronze | Sertig-Lauf                                            | 39 km    | 1er août 1993     | 3 h 30 min 10 s |
| 3e  | Médaille de bronze | Swiss Alpine Marathon                                  | 67 km    | 30 juillet 1994   | 5 h 42 min 52 s |

## Records
| Épreuve  | Performance     | Date         | Lieu      |
| -------- | --------------- | ------------ | --------- |
| Marathon | 2 h 20 min 29 s | 23 mars 1982 | Francfort |